# MISSING (SuGの曲)
「MISSING」（ミッシング）は、SuGのメジャー9枚目のシングル。2014年2月19日にポニーキャニオンから発売された。

## 概要
活動休止を経て約1年5か月ぶりのリリースとなる復活第1弾シングル。
販売形態は初回限定盤A,Bと通常盤の3形態。初回限定盤2形態はそれぞれDVDの収録内容が異なる。通常盤にのみ、活動休止の際にワンコーラスだけ公開されていた楽曲「0 song」が収録されている。
また、「MISSING」はテレビ朝日系全国放送『Break Out』2月度オープニング・トラックをはじめ 、岩手朝日テレビ『オン天♪』2月度エンディングテーマ、CBCテレビ『やすだの歩き方』2月度エンディングテーマ、テレビ埼玉『HOT WAVE』2月度オープニングテーマに決定した。

### 初回限定盤A
CD
1. MISSING
作詞：武瑠　作曲：yuji　編曲：Tom-H@ck
2. Rolling!!
作詞／作曲：武瑠

DVD
1. 「MISSING」Music Video
2. 「MISSING」メイキング映像

### 初回限定盤B
CD
1. MISSING
2. Rolling!!

DVD
1. 「Rolling!!」Music Video
2. 「MISSING」Music Video (Band Only Ver.)

### 通常盤
CD
1. MISSING
2. Rolling!!
3. 0 song
作詞：武瑠　作曲：yuji　編曲：Tom-H@ck

## 品番
- 初回限定盤A：PCCA-03977
- 初回限定盤B：PCCA-03978
- 通常盤：PCCA-03979